# Route P96 (Lettonie)
Pour les articles homonymes, voir P96.
La route P96 (Autoceļš P96) est une  route régionale de Lettonie reliant Pūri à Grīvaiši.
Elle a une longueur de 78,1 km.

## Présentation
La route P96 Pūri—Auce—Grīvaiši est une route régionale qui relie la route P97 à Dorupe (à 1,4 km de Pūri) via Bēne et Auce jusqu'à la route P105 près de Grīvaiši.
La longueur totale de la route est de 78,1 km.
La route traverse les novads de Jelgava, Dobele et Saldus.